# 아베라르도 데 메디치
아베라르도 데 메디치(Averardo de' Medici, 1320년-1363년)는 살베스트로 데 메디치 일 키아리시모 (Salvestro de Medici, 'il Chiarissimo - 매우 청렴한 자)의 아들이자 조반니, 프란체스코, 안토니아의 아버지이다. 조반니 디 비치 데 메디치는 피렌체 메디치 가문의 첫 역사적으로 의미 있는자가 되어, 메디치 은행의 마침내 설립자가 된다.
그는 메디치 가문이 조상이라고 주장하는 전설상의 기사 아베라르도에서 이름이 붙여졌다. 그는 살베스트로 데 메디치의 6촌이기도 하다.

## 자녀
- 조반니 디 비치 데 메디치 - 피카르다 부에리 (Piccarda Bueri)와 혼인.
- 프란체스코 데 메디치 (Francesco de' Medici, 1402년 사망) - 셀바자 잔피글리아치 (Selvaggia Gianfigliazzi)와 프란체스카 발두치 (Francesca Balducci)와 혼인.[1]
- 안토니아 데 메디치 (Antonia de' Medici) - 안젤로 아르딘겔리 (Angelo Ardinghelli)와 혼인.[2]